# Liga de los Países Bajos de waterpolo femenino
La Liga de los Países Bajos de waterpolo femenino es la competición más importante de waterpolo femenino entre clubes neerlandeses.

## Historial
Estos son los ganadores de liga:
- 2011: Donk Gouda
- 2010: Polar Bears Ede
- 2009: Polar Bears Ede
- 2008: Het Ravijn Nijverdal
- 2007: Polar Bears Ede
- 2006: BZC Brandenburg
- 2005: Donk Gouda
- 2004: Polar Bears Ede
- 2003: Het Ravijn Nijverdal
- 2002:	Polar Bears Ede
- 2001: ZWV Nereus
- 2000: Het Ravijn Nijverdal
- 1999: Donk Gouda
- 1998: Donk Gouda
- 1997: ZWV Nereus
- 1996: ZWV Nereus
- 1995: ZWV Nereus
- 1994: ZWV Nereus
- 1993: ZWV Nereus
- 1992: Donk Gouda
- 1991: BZC Brandenburg
- 1990: Donk Gouda
- 1989: ZWV Nereus
- 1988: Donk Gouda
- 1987: Donk Gouda
- 1986: De Vuursche
- 1985: Donk Gouda
- 1984: Het Gooi
- 1983: Het Gooi
- 1982: Het Gooi
- 1981: Het Gooi
- 1980: Het Gooi
- 1979: Het Gooi
- 1978: DSZ Den Haag
- 1977: DSZ Den Haag
- 1976: DSZ Den Haag
- 1975: HZC De Robben
- 1974: HZC De Robben
- 1973: HZC De Robben
- 1972: HZC De Robben
- 1971: HZC De Robben
- 1970: HZC De Robben
- 1969: HZC De Robben
- 1968: HZC De Robben
- 1967: HZC De Robben
- 1966: HZC Hilversum
- 1965: HZC De Robben
- 1964: HZC De Robben
- 1963: HZC De Robben
- 1962: HZC De Robben
- 1961: HZC De Robben
- 1960: HZC De Robben
- 1959: HZC De Robben
- 1958: HZC De Robben
- 1957: HZC De Robben
- 1956: HZC De Robben
- 1955: HZC De Robben
- 1954: HZC De Robben
- 1953: HZC De Robben
- 1952: HZC De Robben
- 1951: HZC De Robben
- 1950: HZC De Robben
- 1949: HZC De Robben
- 1947: HZC De Robben
- 1946: HZC De Robben
- 1943: Zian/Vitesse Den Haag
- 1942: UZC Utrecht
- 1941: HZ&PC Den Haag
- 1939: HZ&PC Den Haag
- 1938: ADZ Amsterdam
- 1937: HZ&PC Den Haag
- 1936: HZ&PC Den Haag
- 1935: HZ&PC Den Haag
- 1934: HDZ Amsterdam
- 1933: HDZ Amsterdam
- 1932: RDZ Rotterdam
- 1931: HZ&PC Den Haag
- 1930: HZ&PC Den Haag
- 1929: HZ&PC Den Haag
- 1927: HDZ Amsterdam
- 1926: HDZ Amsterdam
- 1925: RDZ Rotterdam
- 1924: RDZ Rotterdam
- 1923: HDZ Amsterdam
- 1922: HDZ Amsterdam
- 1921: HDZ Amsterdam
- 1920: HDZ Amsterdam
- 1919: HDZ Amsterdam
- 1918: HDZ Amsterdam
- 1917: HDZ Amsterdam
- 1916: HDZ Amsterdam
- 1915: HDZ Amsterdam
- 1914: HDZ Amsterdam